# Балпык-би

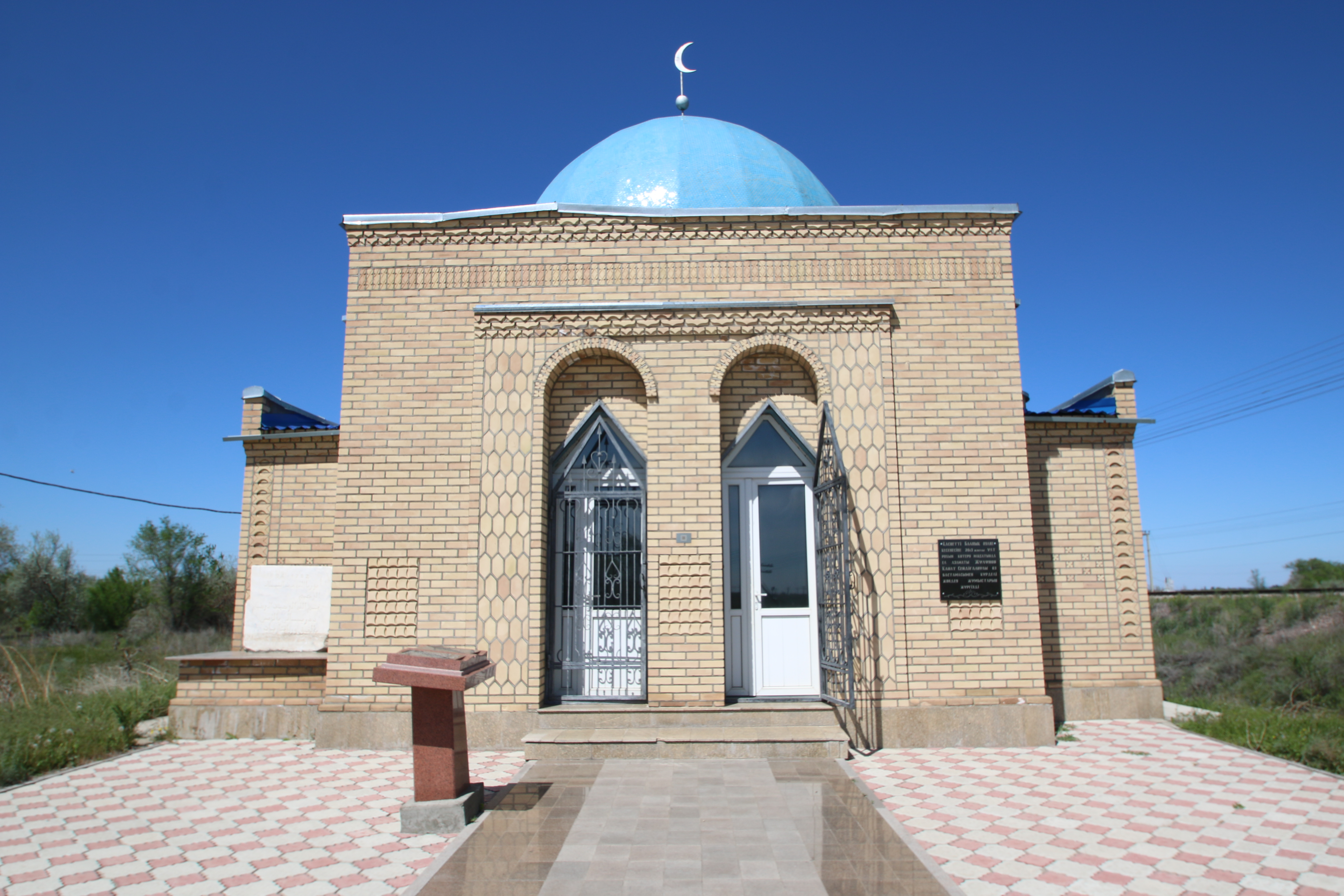
Мавзолей Балпык-би в Каратальском районе

Балпык-би (также Балпык Дербисалиулы, около 1705, ныне Коксуский район Алматинской области — 1780, там же) — бий (судья), батыр из подрода Андас рода Шуманак племени жалайыр. Упоминается вместе с Ескелди-бием. В народе их называли «егиз-би» (судьи-близнецы). Во время джунгарского нашествия Балпык со своими соратниками Ескелди и Кабан-жыpayом возглавил войско Жалаиров. Участвовал в нескольких военных походах, в сражениях близ Аныракая, Аягоза, Таскескена.
Могила Балпыка находится в Каратальском районе рядом с селом Оян.
Именем Балпыка назван центр Коксуского района, где находится памятник батыру.
Тогшибаев и Сужикова в качестве года рождения указывают 1694 год, а смерти — 1804.